# 2404 Antarctica
2404 Antarctica este un asteroid din centura principală, descoperit pe 1 octombrie 1980 de Antonín Mrkos.